# Spoorlijn Interlaken - Lauterbrunnen / Grindelwald
De spoorlijn Interlaken Ost - Lauterbrunnen / Interlaken Ost - Grindelwald is een Zwitserse spoorlijn van de bergspooronderneming Berner Oberland Bahn (BOB) gelegen in het kanton Bern. De trajecten van de BOB hebben een spoorwijdte van een meter.

## Geschiedenis
De BOB opende op 1 juli 1890 het traject van Interlaken Ost naar Lauterbrunnen en naar Grindelwald. Door gebruik van verschillende bovenleidingspanningen is het uitwisselen van voertuigen met de Brünigbahn / Zentralbahn niet mogelijk.
In 1946 werden de bedrijfsvoering van de Wengernalpbahn (WAB), de Jungfraubahn (JB) en de Berner Oberland-Bahnen (BOB) in een gemeenschappelijke directie ondergebracht. 

## Trajecten
Het traject begint vanuit Interlaken Ost over Wilderswil door het Lütschinedal naar Zweilütschinen.
In het station van Wilderswil begint het traject van het bergspoor Schynige Platte-Bahn (SPB). In Zweilütschinen is de splitsing van het traject naar Lauterbrunnen en naar Grindelwald. Hier bevindt zich het depot en de werkplaats van de BOB.
Het traject naar Lauterbrunnen gaat met behulp van een tandstaaf omhoog met een maximumhelling van 96‰. Het traject naar Grindelwald gaat met behulp van een tandstaaf omhoog met een maximumhelling van 120‰. Zowel in Lauterbrunnen als in Grindelwald bestaat de mogelijkheid over te stappen op de lijnen van de Wengernalpbahn (WAB).
In Lauterbrunnen ligt naast het station het dalstation van de kabelbaan van de Bergbahn Lauterbrunnen-Mürren (BLM).

### Buechlitunnel
De Jungfraubahnen besloten in een studie in 2001 de 60 meter lange Buechiwaldtunnel en de 90 meter lange galerij tussen Zweilütschinen en Lütschental te vervangen door een nieuwe ruim 700 meter lange tunnel. In de studie werd als startdatum 2011 genoemd, de werken vatten enkele jaren later, en op 20 november 2015 werd de 700 meter lange Buechlispoorwegtunnel tussen station Zweilütschinen en het Lütschental van de Berner Oberland Bahn officieel geopend.

## Tandradsysteem
De BOB maakt gebruik van het tandradsysteem Riggenbach, dat is ontwikkeld door de Zwitserse constructeur en ondernemer Niklaus Riggenbach (1817-1899).

## Elektrische tractie
De lijnen van de BOB werden in 1914 geëlektrificeerd met 1500 volt gelijkspanning.

## Afbeeldingen

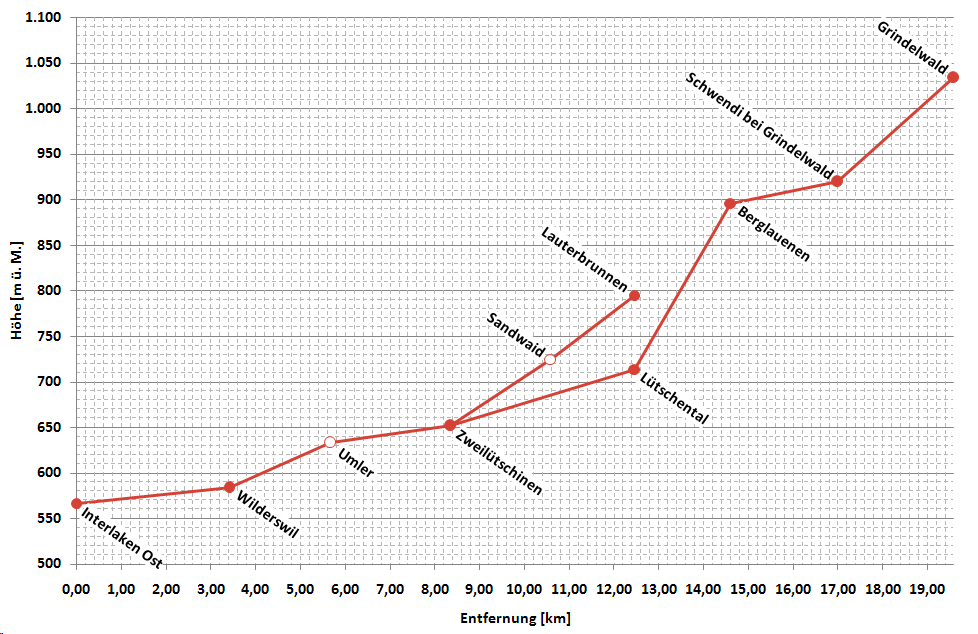
Vereenvoudigd profiel spoorlijn Interlaken Ost-Lauterbrunnen/Grindelwald
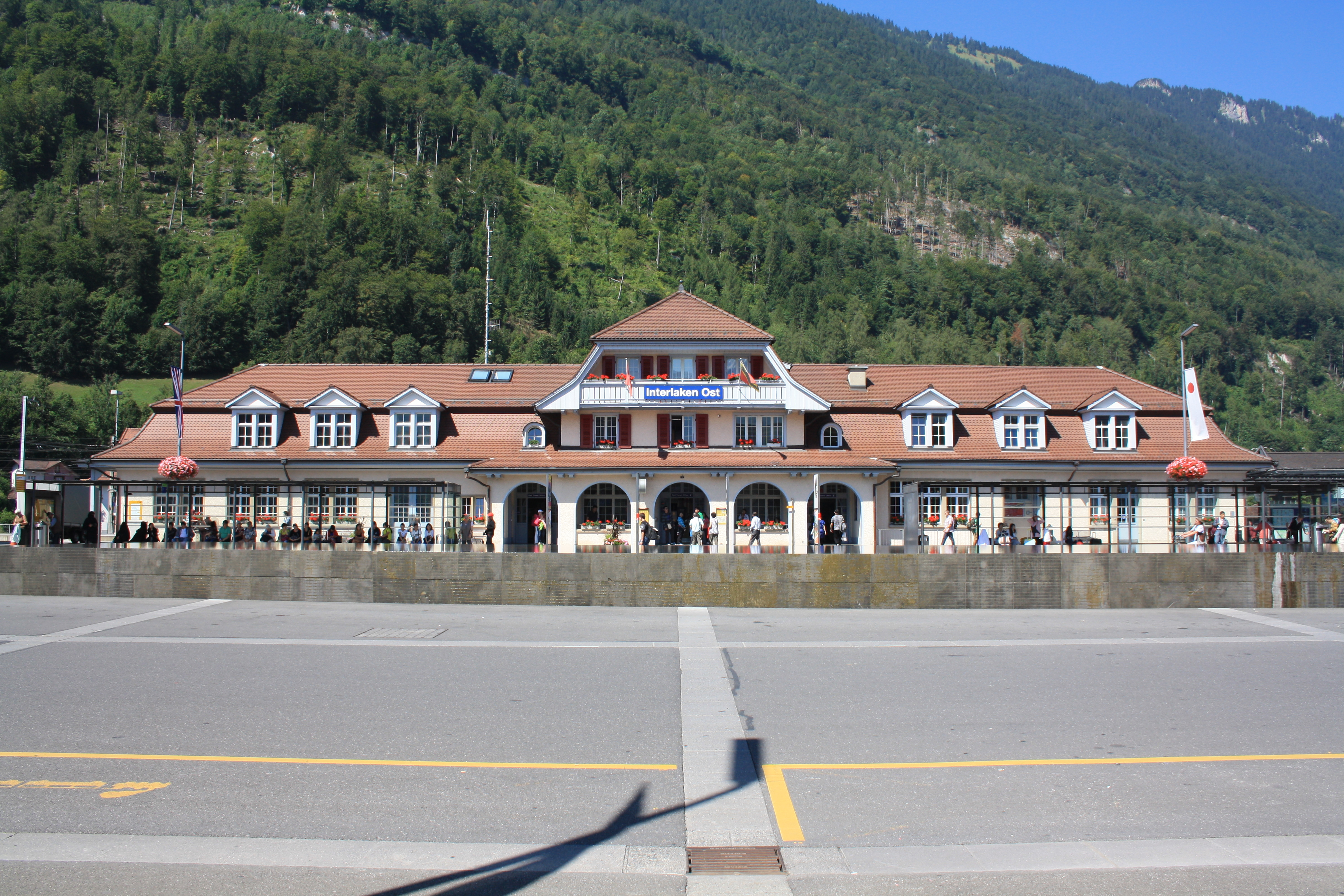
Station Interlaken Ost
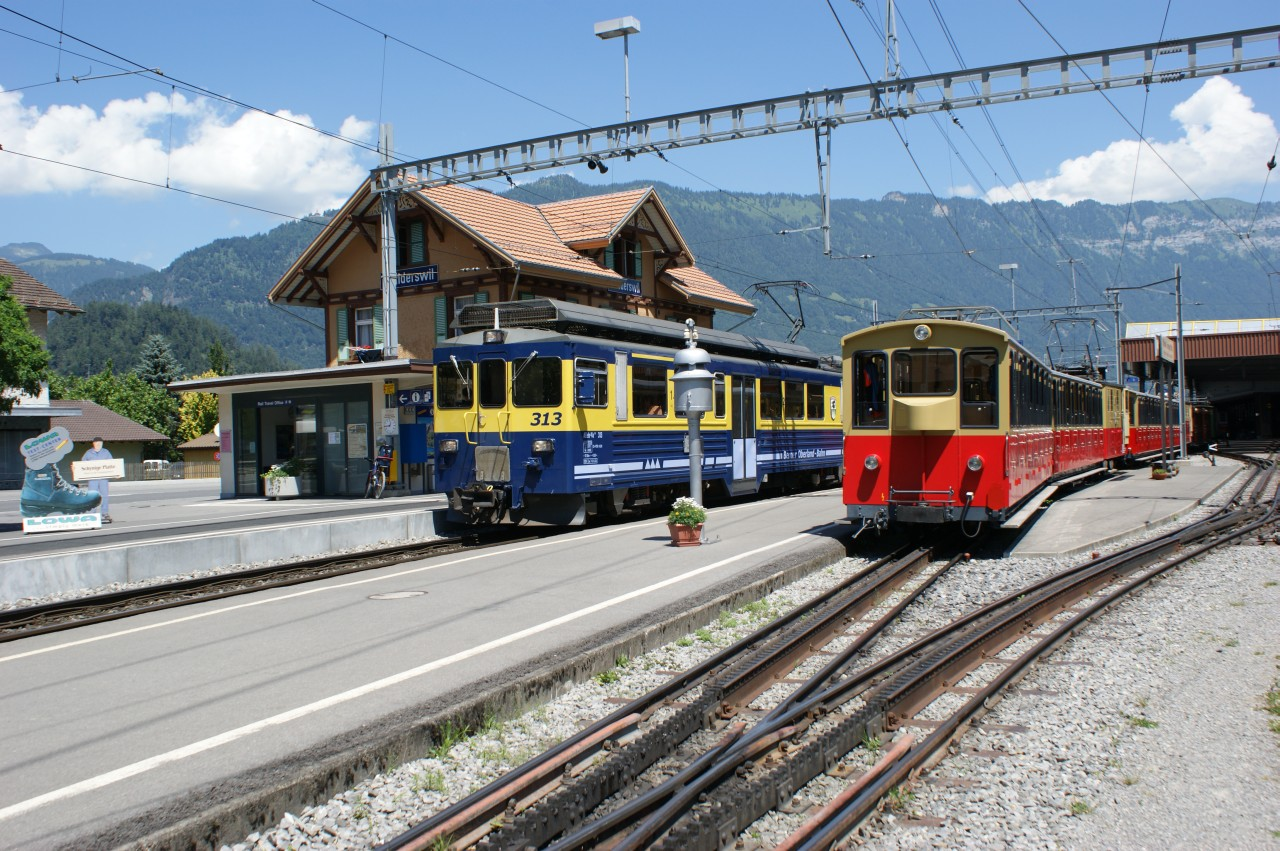
Station Wilderswil met rechts trein van de Schynige Platte-Bahn
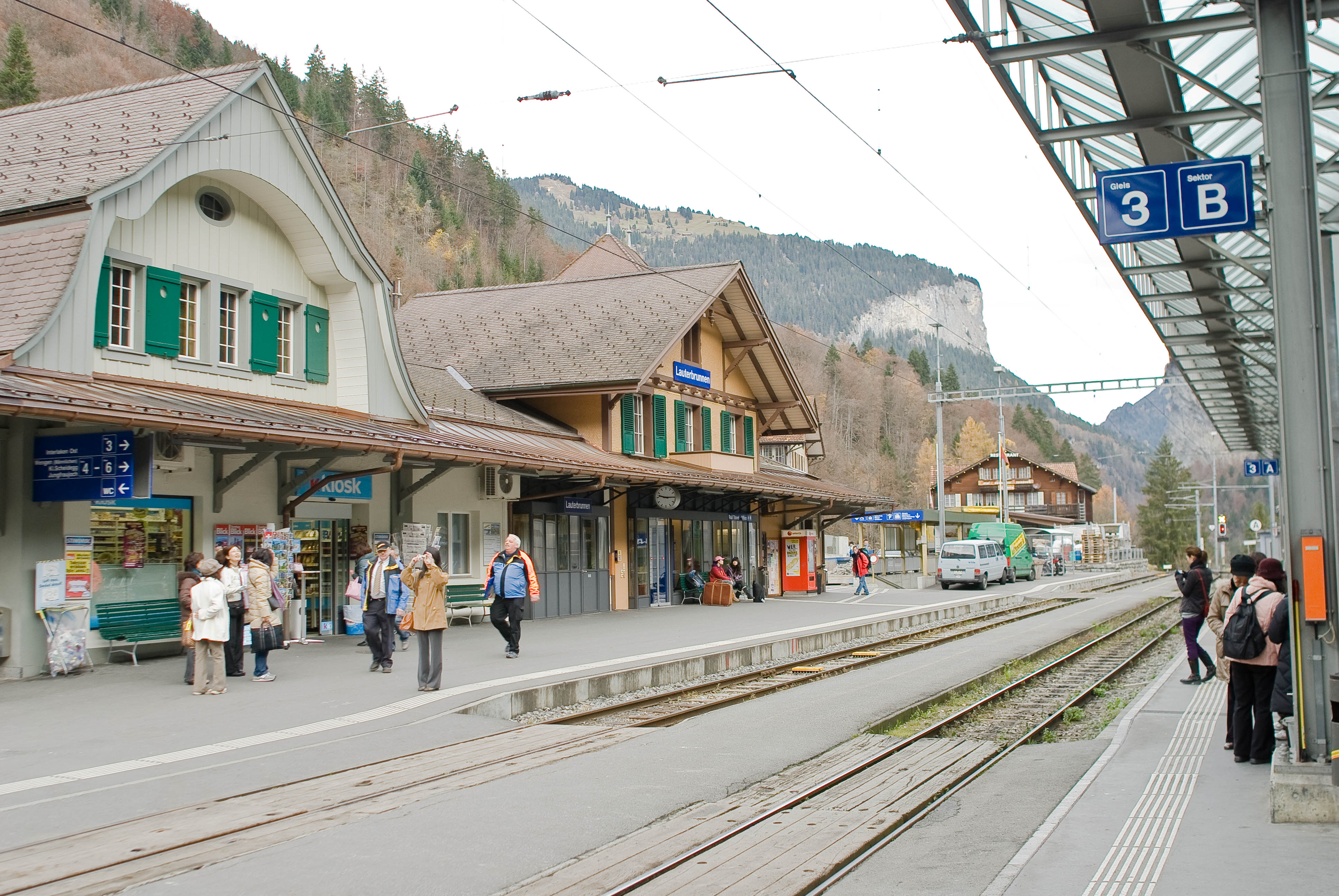
Station Lauterbrunnen
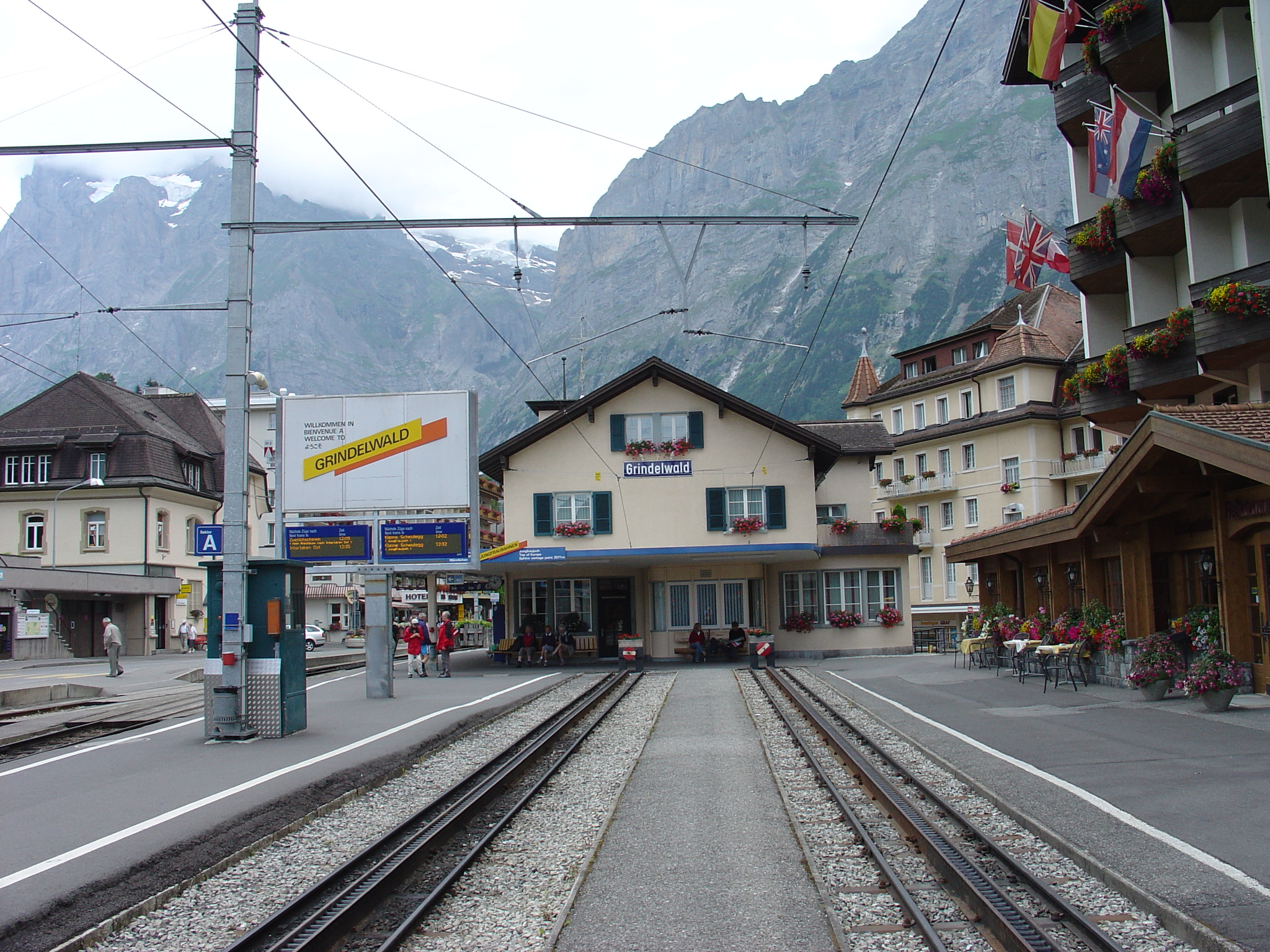
Station Grindelwald